# Konopielka (pieśń)
Konopielka – rodzaj pieśni ludowej z rejonów Podlasia o charakterze życzeniowo-zalotnym śpiewanej w trakcie wiosennego obchodu przy akompaniamencie harmonii, skrzypiec lub ustnej harmonijki. 
Z Konopielką chodzili wyłącznie mężczyźni, zazwyczaj kawalerowie, ale też i żonaci, którzy tworzyli tak zwane kompanie. Owe pieśni przypominały nieco ballady zaczynające się od słów „mała, cienka konopielka”. Składały się zwykle z kilku lub kilkunastu wierszy z powtarzającym się okrzykiem – zaśpiewem „Hej łołem, hej, wino, da wino zielone” albo „Zieleń, jawor, dąbrowa”. Kolędowanie z Konopielką powszechne było na terenie Podlasia, na Ziemi Białostockiej, Suwalszczyźnie, pograniczu polsko-białoruskim, w regionie solecznickim i wileńskim. Konopielki miały wiele lokalnych odmian i różnorodną fabułę, ale zawsze opowiadały o miłości, zalotnikach, spodziewanym ślubie. 
Chodzenie z Konopielką rozpoczynano po południu w Niedzielę Wielkanocną, kompanie zbierały się po południu w Wielkanoc, a kolędowanie trwało całą noc do godzin przedpołudniowych w Poniedziałek Wielkanocny. Kompanie składały się z kilkunastu mężczyzn, w każdej z nich był tzw. zapiewajło – mężczyzna doskonale znający nie tylko teksty pieśni, ale również wszystkich mieszkańców wsi. Życzenia śpiewano przy akompaniamencie harmonii, skrzypiec lub ustnej harmonijki. Kolędowanie rozpoczynano od pytania kierowanego do gospodarzy z prośbą o pozwolenie na rozweselenie domu. Po uzyskaniu zezwolenia śpiewano pieśni o tematyce religijnej, nawiązując treścią do Wielkanocy. Kolędnicy po odśpiewaniu pieśni religijnych rozpoczynali śpiew pieśni włóczebnych nieposiadających charakteru religijnego, rodzaj tych pieśni uzależniono od ich adresatów, którymi mogli być gospodarze, panny na wydaniu. Gospodarzom życzyło się zdrowia, powodzenia w hodowli, zebrania obfitych plonów natomiast pannom szczęścia w miłości i szybkiego zawarcia związku małżeńskiego. Jeśli odmówiono kawalerom poczęstunku, śpiewali złośliwe piosenki. Bano się takich przyśpiewek, bo wierzono, że wróżą nieszczęście, a córce gospodarzy – staropanieństwo. Często w pieśniach włóczebnych pojawiają się święci, najczęściej Św. Jerzy, który udziela pomocy gospodarzowi. Życzenia składane przez wołoczebników łączyły w sobie motywy kultu odradzającej się przyrody. Wierzono, że życzenia składane przez kolędników często w formie pieśni mają niezwykłą moc i dzięki nim istotnie w najbliższej przyszłości zostaną zebrane obfite plony, hodowane zwierzęta będą się rozmnażać. Za odśpiewanie pieśni kolędnicy otrzymywali wykup, jajka, wielkanocny pieróg bądź kiełbasę. 
Tradycję kolędowania wiosennego, podobnie jak zimowego podtrzymują zespoły ludowe, które odtwarzają jego przebieg w czasie spotkań jak „Wiosenne spotkanie z Konopielką” w Knyszynie.